# Amos Urban Shirk
Amos Urban Shirk (1890 — 20 de outubro de 1956) foi um negociante estadunidense, autor e leitor de enciclopédias.
Como homem de negócios, trabalhou na indústria de alimentos. Escreveu Marketing Through Food Brokers, publicado em 1939 pela McGraw-Hill. Inventou uma goma de mascar sintética e introduziu cápsulas de vitamina nas mercearias.
Ele também é reconhecido por ter sido um leitor prodigioso. Leu os 23 volumes inteiros da Encyclopædia Britannica de 1911, em quatro anos e meio, lendo uma média três horas por noite, levando de dois a seis meses em cada volume. Em 1938, começou a ler a 14ª edição, e disse que a achava que nesta edição houvera um grande progresso sobre a 11ª edição e que a maior parte do material havia sido completamente reescrito.
Shirk não se limitou exclusivamente à leitura da Britannica. Ele também leu os 24 volumes de Historians' History of the World, de Henry Smith Williams, o que lhe tomou dois anos. Entre seus outros feitos de leitor prodigioso estão a leitura de 18 volumes escritos por Alexandre Dumas, pai, que leu duas vezes; 32 volumes de livros de Honoré de Balzac, que também leu duas vezes; e 32 volumes de obras de Charles Dickens, que leu três vezes.
Shirk tinha outros hobbies, como a pintura e coleção de discos.